# Lars Erik Falk

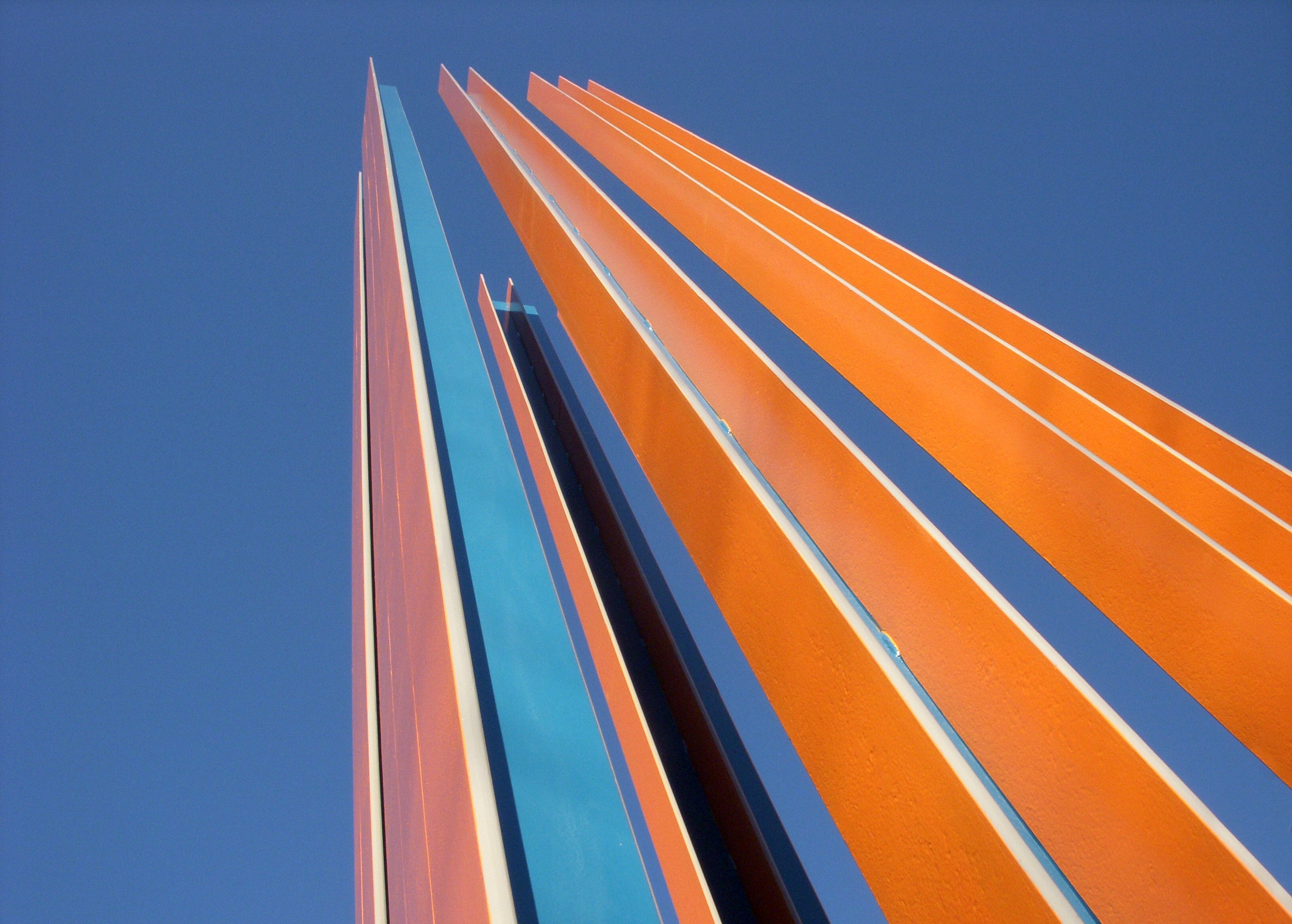
"Färgtorn" vid Lindhagensplan i Stockholm.

Lars Erik Falk, folkbokförd Lars-Erik Oskar Falk, född 2 februari 1922 i Uppsala, död 25 augusti 2018 i Sigtuna församling, var en svensk målare och skulptör.

## Utbildning och levnad
Lars Erik Falk studerade i Stockholm på Otte Skölds målarskola 1944 och på Isaac Grünewalds målarskola 1945 och hade sin första separatutställning 1952 på Welamssons konstgalleri i Stockholm. Han arbetar med non-figurativa motiv och arbetar med målning, skulptur, textilkonst och grafisk formgivning.
Han är bland annat känd för sina offentliga skulpturer med målade aluminiumprofiler i olika färger, placerade diagonalt, uppåt, med 73 graders lutning. Falk är representerad vid bland annat Kalmar konstmuseum.
| ”               | Lars Erik Falk tillhör det relativt fåtaliga bildkonstnärer i Sverige som försvurit sig till den konkreta konstens uttrycksmedel och som i sin konsekvens lyckats artikulera ett personligt idiom. Han har därmed också verksamt bidragit till denna nu traditionstyngda konstriktnings utveckling och internationella förnyelse. | „ |
| – Sune Nordgren | |   |

Lars Erik Falk var 1948–1959 gift med Kerstin Thorvall, med vilken han fick tre söner: författaren Hans Falk (född 1949), Johan Falk (född 1953) och konstnären Gunnar Falk (född 1955). Genom sonen Hans blev han farfar till gitarristen Mårten Falk.
År 1959 gifte han sig med Margit Rehn (1923–2015), med vilken han fick en fjärde son, Mikael Falk (född 1962). Makarna Falk är begravda på Uppsala gamla kyrkogård.

## Offentliga verk i urval
- väggcollage till Grafiska institutet i Stockholm (1963)
- altarvägg till Brännbokyrkan i Sigtuna (1965)
- skulptur till Bingebyområdet i Visby (1966)
- skulptur i tre ljusgårdar på Karolinska sjukhuset i Huddinge (1972)
- relief i väntrum (1978) på sjukhus i Märsta
- Färgtorn (1981), målade prefabricerade stålbalkar, vid Lindhagensplan i Stockholm
- Modul skulptur (1980), aluminium, på tunnelbanestation Kista i Stockholm
- Modul relief (1987) i Vikingahallen i Märsta
- skulptur på Ljungbyheds flygflottilj (1988)
- Modul skulptur (1990). Karlshamns Energiverk
- modul skulptur vid infarten till Galleri Astley i Uttersberg, Skinnskattebergs kommun
- modul skulptur på Karlavägen vid tunnelbanestation Stadion, Stockholm
- skulptur, vid Handelshögskolan i Stockholms huvudbyggnad
- skulptur i Centre Culturel Suédois i Paris (1982)
- skulptur (1992) på Skandinaviska Aluminiumprofiler AB (Sapa) i Vetlanda
- skulptur (1996), Dresdner Bank i Mannheim
- rondellskulptur (1998) i Åseda
- skulptur (1999) på Arlanda flygplats
- skulptur ”Modul Skulptur” (2020) Sigtuna stadsängar, Ängsparken